# Prometopinae
Prometopinae – podrodzina chrząszczy z rodziny łyszczynkowatych.

## Morfologia
Głowa postaci dorosłej odznacza się obecnością płytkiego lub głębokiego szwu rzekomego, często wygraniczonego wyniesioną linią, przylegającego do oczu złożonych i zwykle biegnącego za nimi. Czułki odznaczają się członem drugim co najmniej o połowę krótszym od trzeciego. Tułów ma mycangium umiejscowione w nasadowej części linii pachwinowej bioder tylnej pary lub w pobliżu szwu prosternalnego. Biodra środkowej i tylnej pary leżą w oddaleniu od siebie. Odnóża mają niezmodyfikowane stopy o członach nie podzielonych na dwa płaty i o empodium pozbawionym gęstych szczecinek na spodzie. Odwłok ma na pierwszym sternicie głęboko rozbieżne linie zabiodrzy.
Larwę opisano tylko u rodzaju nominatywnego. Wyróżnia się ona tle innych łyszczynkowatych wielopłatowymi żuwaczkami z dwoma kolcami na krawędziach dośrodkowych i z głębokimi bruzdami pośrodkowymi, bocznie ustawionymi urogomfami oraz brakiem powierzchni adhezywnych na tarsungulusach.

## Taksonomia
Takson ten wprowadzony został w 1931 roku przez Adama G. Bövinga i Franka C. Craigheada na łamach „Entomologica Americana”. Przez dłuższy czas traktowany był jako synonim Nitidulinae. Status podrodziny przywrócili mu Andrew R. Cline i współautorzy w 2014 roku na podstawie wyników molekularnej analizy filogenetycznej. Na uzyskanym przez tych autorów drzewie Prometopinae zajęły pozycję bazalną względem kladu obejmującego wszystkie pozostałe łyszczynkowate z wyjątkiem Cryptarchinae.
Do podrodziny tej zalicza się 9 rodzajów:
- Axyra Erichson
- Megauchenia MacLeay, 1825
- Megauchenioides Audiso et Jelinek
- †Palaeometopia Kirejtshuk, 2007
- Parametopia Reitter, 1884
- Platychora Erichson, 1843
- Prometopia Erichson, 1843
- Pseudoplatychora Grouvelle
- Taraphia Audiso et Jelinek